# Tillandsia 'Pixie'
Tillandsia 'Pixie' es un cultivar híbrido del género Tillandsia perteneciente a la familia Bromeliaceae.
Es un híbrido creado con la especie Tillandsia schiedeana × Tillandsia bartramii.